# أوبسيلية
الأوبسيلية (الاسم العلمي: Eupsilia) هي جنس من الحشرات تتبع الفصيلة الليليات من رتبة حرشفيات الأجنحة.

## أنواع الأوبسيلية
- أوبسيلية أحادية النقطة
- أوبسيلية ثلاثية النقط
- أوبسيلية خماسية الخطوط
- أوبسيلية رباعية الخطوط
- أوبسيلية غامضة
- أوبسيلية منحرفة
- أوبسيلية مخادعة
- أوبسيلية مخضوضرة
- أوبسيلية منقبضة